# 오만의 경제
오만의 경제는 농촌과 농업이다. 오만의 현재 1인당 GDP는 지난 50년 동안 지속적으로 확장되었다. 1960년대에 339% 성장하여 1970년대에 1,370%의 최고 성장률을 기록했다. 1980년대에 13%의 성장률로 소폭 축소되었다가 1990년대에 34%로 다시 증가하였다.

## 개요

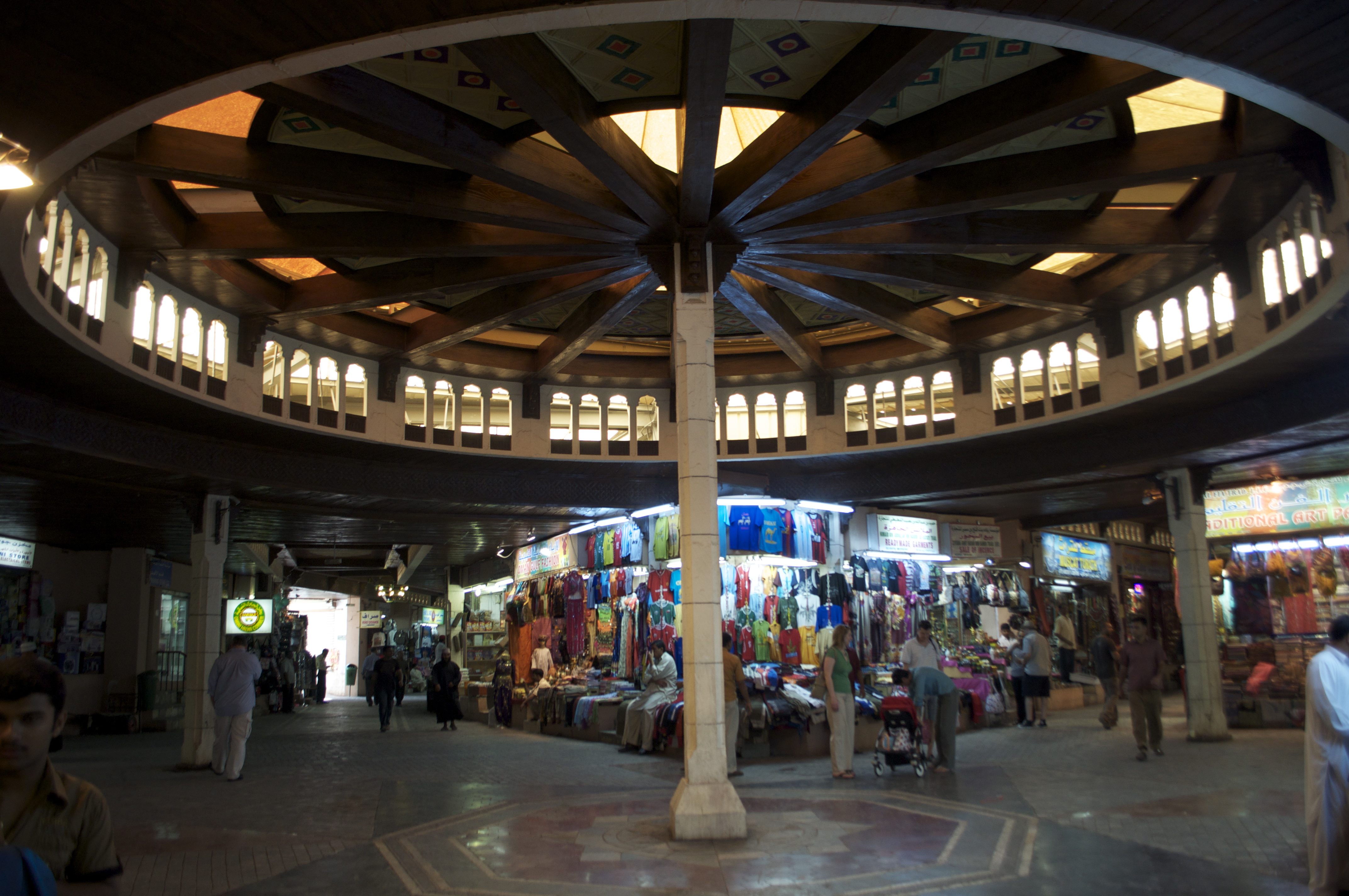
전통적인 수크(무트라)는 오만에서 매우 흔하며 과거에 오만 경제의 대부분을 형성했다.

오만은 세계무역기구(WTO)에 가입하기 위한 노력으로 시장을 자유화했고 2000년에 가입했다. WTO에 파견된 오만 술탄국의 국장은 힐다 알히나이이다. 또한 2006년 7월 20일 미국 의회는 미국-오만 자유무역협정을 승인했다. 2009년 1월 1일 발효된 이 법안은 모든 소비자와 공산품에 대한 관세 장벽을 없앴다. 오만에 투자하는 외국 기업에 대한 강력한 보호도 제공한다.
정부는 또한 비즈니스와 투자 분위기를 개선하고 민간 주도의 성장을 촉진하기 위해 2018년 동안 상업 중재 센터 설립, 새로운 상업 회사 법의 채택, 인허가 절차의 추가적인 효율화와 함께 몇 가지 중요한 정책 수단을 수행했다.
오만의 경제와 석유제품 수입은 지난 50년간 오만의 극적인 발전을 가능하게 했다. 하지만, 오만은 최근 몇 년 동안 OPEC과 협력했지만 OPEC의 회원국이 아니다.

## 오만화

### 도입
오만에서는 1999년부터 오만화 프로그램이 운영되고 있으며, 국외 거주자를 훈련된 오만 인력으로 대체하기 위해 노력하고 있다. 이 구상의 목표는 빠르게 증가하는 오만 인구에게 일자리를 제공하는 것이다. 국가는 외국인 노동자에 대한 의존도를 점차 줄일 뿐만 아니라 오만인의 관공서 일자리 선호가 압도적으로 높은 상황을 극복하기 위해 기업이 현지 직원을 채용할 수 있도록 보조금을 배정했다.
1999년 말, 정부 서비스의 오만인 수는 72%로 설정된 목표를 초과했고, 대부분의 부서에서 직원의 86%에 도달했다. 외무부는 또한 민간 부문의 6개 분야에 고정된 오만화 목표를 규정했다. 대부분의 기업들이 오만화 계획을 등록했다. 1998년 4월부터 오만화 목표를 달성하고 노동 관계의 자격 기준을 준수하는 기업에게 '그린 카드'가 수여되었다. 이들 기업의 이름이 현지 언론에 게재돼 부처와의 거래에서 특혜를 받고 있다. 오만화의 다양한 측면에 대해 연구하는 학계에는 아랍에미리트 대학교의 잉고 포르스텐레흐너와 FHWien의 폴 노글링거가 있다.
그러나 민간 부문에서 오만화가 항상 성공적인 것은 아니다. 그 이유 중 하나는 낮은 임금 때문에 여전히 외국인들에 의해 일자리가 채워진다는 것이다. 민간부문에서 공식 최저연봉을 지급하는 구인난이 늘고 있다는 연구결과가 나와 현지인들에게는 매력적이지 않은 고용 전망인 것으로 나타났다. 노동력의 상당 부분이 젊고 경험이 없는 노동자로 구성돼 있어 오만 노동자를 고위직에 배치하는 문제도 있다.

### 훈련 및 오만화
은행 부문의 훈련과 오만화 요건을 충족시키기 위해 1983년에 오만 은행가 연구소가 설립되었으며 그 후 이 부문에서 일하는 오만인의 수를 증가시키는 데 주도적인 역할을 해왔다. 중앙은행은 오만화와 함께 상업은행들의 진행상황을 관찰하고 1995년 7월 2000년까지 고위관리직과 중간관리직의 75% 이상을 오만인이 보유해야 한다는 내용의 회람을 발행했다. 사무직 등급에서는 직원의 95%가 오만화되어야 하며, 다른 모든 등급에서는 100%가 오만화되어야 한다. 1999년 말, 오만인들은 전체 지위의 98.8% 이상을 차지하고 있었다. 여성이 전체의 60%를 차지한다. 2001년 고위 및 중간 관리직 수준에서 고용된 오만인의 비율은 76.7%에서 78.8%로 증가했다. 사무직 등급 비율은 98.7%로 소폭 상승했지만, 비교직 등급은 1998년에 이미 100% 오만화에 도달했다. 은행 부문은 현재 4,757명의 다른 직원들에 의해 지원된 2,113명의 고위 및 중간 관리자들을 고용하고 있다.
국토부는 앞으로 자격증을 소지해야 하는 관광 가이드들을 규제하는 결정을 내렸다. 이번 장관 결정은 업계의 전문성을 고취하는 것은 물론, 외국어를 배우도록 장려될 오만인들에게 외국인 관광 가이드를 대체할 수 있는 경력 기회를 제공하기 위한 것이다. 1996년 1월, 국립 병원 연구소(NHI)가 문을 열면서 호텔 산업에서의 오만인 양성에 큰 진전이 있었다. 이 연구소는 오만 증권거래소에서 인용된 공기업이다. 1997년 2월, 직업훈련청의 후원을 받아 55명의 남녀 연수생들이 1급 자격증을 수여받고 여러 호텔에서 현장실습 교육을 받았다. 1999년 5월, 제4차 95명의 교육생들이 NVQ를 취득하여 연구소에 의해 훈련받은 오만인의 수는 약 450명으로 늘어났다. 오만인은 현재 호텔 및 케이터링 사업 종사자 34,549명 중 37%를 차지하고 있으며, 이는 정부가 설정한 오만화 목표치인 30%를 초과한다. NHI는 또 술탄군 소속 요식업 직원을 교육하고 어학연수, 안전운전, 응급처치, 현지 역사지리 지식 등을 포함한 2년짜리 관광가이드 과정을 개설했다.

## 투자
세계은행은 2005년 오만 상장기업의 주식 시가총액을 15,269만 달러로 평가했다.